# Infrastruktura krytyczna
Infrastruktura krytyczna – termin używany w odniesieniu do zasobów mających podstawowe znaczenie dla funkcjonowania społeczeństwa i gospodarki.
Zwykle z tym terminem są kojarzone środki:
- do produkcji, przesyłania i dystrybucji energii elektrycznej (energetyka);
- do produkcji, transportu i dystrybucji paliw gazowych;
- do produkcji, transportu i dystrybucji ropy naftowej i produktów ropopochodnych;
- telekomunikacji (komunikacji elektronicznej(inne języki));
- gospodarki wodnej (woda pitna, ścieki, wody powierzchniowe);
- do produkcji i dystrybucji żywności;
- do ogrzewania (paliwo, ciepłownie);
- ochrony zdrowia (szpitale);
- transportu (drogi, kolej, lotniska, porty);
- instytucji finansowych (banki);
- służb bezpieczeństwa (policja, wojsko, ratownictwo).

## Regionalne programy ochrony infrastruktury krytycznej

### Unia Europejska
Europejski program ochrony infrastruktury krytycznej (European Programme for Critical Infrastructure Protection – EPCIP) został sformułowany w Komunikacie Komisji Europejskiej EU COM(2006) 786 final. Zaproponowano, aby wykaz elementów europejskiej infrastruktury krytycznej opierał się na tym co zgłoszą państwa członkowskie. Dyrektywa Rady 2008/114/WE ustanawia procedurę rozpoznawania i wyznaczania elementów tej infrastruktury.
W Dyrektywie tej stwierdzono, że „infrastruktura krytyczna” oznacza składnik, system lub część infrastruktury zlokalizowanej na terytorium państw członkowskich, które mają podstawowe znaczenie dla utrzymania niezbędnych funkcji społecznych, zdrowia, bezpieczeństwa, ochrony, dobrobytu materialnego lub społecznego ludności oraz których zakłócenie lub zniszczenie miałoby istotny wpływ na dane państwo członkowskie w wyniku utracenia tych funkcji.
Wyznaczona infrastruktura krytyczna musi posiadać plan ochrony obejmujący identyfikację ważnych zasobów, analizę ryzyka opartą na scenariuszach głównych zagrożeń i słabościach zasobów oraz identyfikację, wybór i ustalenie priorytetów procedur i środków ochrony.

### Wielka Brytania
W Wielkiej Brytanii Centrum Ochrony Krajowej Infrastruktury (Centre for the Protection of National Infrastructure) dysponuje informacjami, personelem i zaleceniami fizycznej ochrony dla przedsiębiorstw i organizacji utrzymujących krajową infrastrukturę. Pomaga w ten sposób ograniczyć podatność na terroryzm i inne zagrożenia.
Może ono wykorzystywać zasoby innych organów administracji i agencji, w tym służby bezpieczeństwa (MI5), grupy bezpieczeństwa komunikacji elektronicznej (Communications Electronics Security Group) i innych ośrodków odpowiedzialnych za sektory krajowej infrastruktury.

### Stany Zjednoczone
USA mają szeroki program ochrony infrastruktury krytycznej od 1996 r. Infrastruktura krytyczna jest definiowana jako “systemy i zasoby fizyczne lub wirtualne, tak niezbędne dla Stanów Zjednoczonych, że niesprawność lub zniszczenie tych systemów i zasobów miałoby osłabiający wpływ na bezpieczeństwo, bezpieczeństwo gospodarki narodowej, narodową ochronę zdrowia lub każdą kombinację tych spraw”.
Zidentyfikowano kilkanaście sektorów infrastruktury krytycznej i odpowiedzialnych za nie agend:
1. Rolnictwo i żywność – Departamenty Rolnictwa oraz Zdrowia(inne języki)
2. Woda – Agencja Ochrony Środowiska
3. Ochrona zdrowia – Departament Zdrowia i Opieki Społecznej(inne języki)
4. Służby ratunkowe – Departament Bezpieczeństwa Krajowego
5. Administracja – Departament Bezpieczeństwa Krajowego
6. Przemysł obronny – Departament Obrony
7. Informatyka i telekomunikacja – Departament Handlu
8. Energia – Departament Energii
9. Transport – Departament Transportu(inne języki)
10. Banki i finanse – Departament Skarbu
11. Chemia i materiały niebezpieczne – Departament Bezpieczeństwa Krajowego
12. Poczta – Departament Bezpieczeństwa Krajowego
13. Dziedzictwo narodowe – Departament Zasobów Wewnętrznych
14. Krytyczna produkcja – Departament Bezpieczeństwa Krajowego.

Narodowy Plan Ochrony Infrastruktury (National Infrastructure Protection Plan) tworzy płaszczyznę integracji szerokiego spektrum wysiłków zmierzających do zwiększonej ochrony i odporności narodowej infrastruktury krytycznej i jej kluczowych zasobów.

### Polska
W Polsce podstawę prawną do zajmowania się infrastrukturą krytyczna tworzy Ustawa o zarządzaniu kryzysowym, zawierająca definicję, w myśl której przez infrastrukturę krytyczną „należy rozumieć systemy oraz wchodzące w ich skład powiązane ze sobą funkcjonalnie obiekty, w tym obiekty budowlane, urządzenia, instalacje, usługi kluczowe dla bezpieczeństwa państwa i jego obywateli oraz służące zapewnieniu sprawnego funkcjonowania organów administracji publicznej, a także instytucji i przedsiębiorców”.
Na szczeblu krajowym ochrona infrastruktury krytycznej jest koordynowana przez Rządowe Centrum Bezpieczeństwa.